# Akkermanská úmluva
Akkermanská úmluva je smlouva uzavřená mezi  Ruskem a Osmanskou říší s cílem potvrdit závěry bukurešťské smlouvy. Podepsána byla 25. záříjul./ 7. října 1826greg. v Akkermanu (nyní Bilhorod-Dnistrovskyj). Na ruské straně smlouvu podepsali Michail Semjonovič Voroncov a Alexandr Ivanovič Ribopjer, za tureckou stranu Mehmet Hadi a Ibrahim. 
5.jul./ 17. března 1826greg. podepsal Mikuláš I. ultimátum (turecká vláda obdržela nótu 5. dubna), ve kterém od Turků požadoval plnění podmínek smlouvy z Bukurešti, především těch, které se týkaly Srbska. A také požadoval stažení vojsk z Moldavského knížectví a z Valašska a jmenování zmocněnce pro sjednání nové dohody. Turecká vláda oznámila 23. dubnajul./ 5. května 1826greg. přijetí ruských podmínek a zahájení jednání.

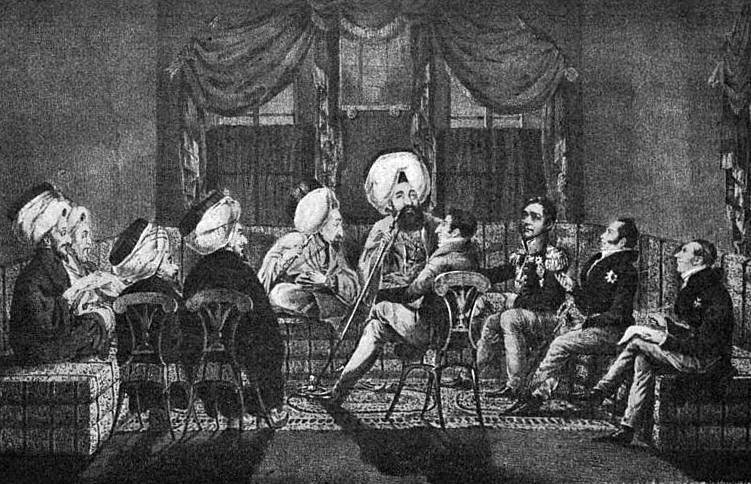
Akkermanská konference

Akkermanská úmluva v zásadě opětovně potvrdila podmínky Bukurešťské mírové smlouvy. Turecko uznalo hranici Dunaje a předání Suchumi, pevnosti Kali a Anaklije Rusku. Dále se zavázalo, že během půldruhého roku vyplatí nároky ruských poddaných a poskytne jim neomezené právo obchodu v Turecku. Ruským obchodním lodím garantuje právo svobodné plavby v tureckých vodách a na Dunaji. Byla zaručena autonomie dunajských knížectví a Srbska, vládci Moldavska a Valašska měli být jmenováni z řad místních velmožů a nesměli být odstraněni bez ruského souhlasu.
Akkermanská úmluva byla významným úspěchem ruské diplomacie. V Osmanské říši byl její výsledek vnímán jako nutný ústupek vyvolaný dočasnou vojenskou slabostí způsobenou potlačením janičářů v létě 1826. Mahmut II. smlouvu vypověděl 8.jul./ 20. prosince 1827greg., což byla jedna z příčin další rusko-turecké války. Po jejím skončení byla základní ustanovení Akkermanské úmluvy rozšířena roku 1829 Drinopolským mírem.